# جس رابینز
جس رابینز (انگلیسی: Jess Robbins؛ ‏ ۳۰ آوریل ۱۸۸۶ – ۱۱ مارس ۱۹۷۳) کارگردان، تهیه‌کننده فیلم و بازیگر اهل ایالات متحده آمریکا بود. وی بین سال‌های ۱۹۱۳ تا ۱۹۲۷ میلادی فعالیت می‌کرد.
از فیلم‌هایی که وی در آن نقش داشته‌است، می‌توان به طراح دکور، روز ویژهٔ یونس‌وار او، دردسر، به‌دنبال دردسر، شغل جدیدش، یک زن، کوتوله‌ها و رفقا، بهاران، آیا لازم است ملوانان ازدواج کنند؟، آنکه در پایان می‌خندد و مشت و علوفه اشاره کرد.